# Yangzhuanghu
Yangzhuanghu (kinesiska: 杨庄户, 杨庄户乡) är en socken i Kina. Den ligger i provinsen Henan, i den centrala delen av landet, omkring 260 kilometer sydost om provinshuvudstaden Zhengzhou. Antalet invånare är 26 717. Befolkningen består av 13 980 kvinnor och 12 737 män. Barn under 15 år utgör 28,0 %, vuxna 15-64 år 58 %, och äldre över 65 år 12,0 %.
Genomsnittlig årsnederbörd är 1 111 millimeter. Den regnigaste månaden är september, med i genomsnitt 197 mm nederbörd, och den torraste är januari, med 18 mm nederbörd.